# W.E.N.A.
W.E.N.A., właściwie Michał Łaszkiewicz (ur. 13 lutego 1984 w Warszawie), znany również jako WuDoE i Montana Maxx – polski raper. Działalność artystyczną podjął pod koniec lat 90. XX w. Początkowo występował w zespole Sisal, następnie w Głosie Miasta, potem związał się ze składem Ansambl. W 2007 roku ukazał się solowy nielegal rapera pt. Wyższe dobro LP. Rok później wraz z formacją Ansambl wydał album pod tym samym tytułem. Natomiast w 2009 roku został wydany nielegal Duże rzeczy, który W.E.N.A. zarejestrował wraz ze składem Rasmentalism.
Pierwsze nagrania Łaszkiewicza do powszechnej sprzedaży trafiły w 2011 roku na drugiej solowej płycie zatytułowanej Dalekie zbliżenia. Wydany przez niewielką oficynę Aptaun Records album odniósł nieznaczny sukces komercyjny. Wydawnictwo dotarło do 33. miejsca polskiej listy przebojów (OLiS). Do 2012 roku W.E.N.A. gościnnie wziął udział w nagraniach niespełna 30 albumów, w tym m.in. takich wykonawców jak: Pyskaty, VNM, HiFi Banda, czy Diox. W 2011 roku Łaszkiewicz został sklasyfikowany na 12. miejscu listy 30 najlepszych polskich raperów według magazynu Machina.

## Działalność artystyczna

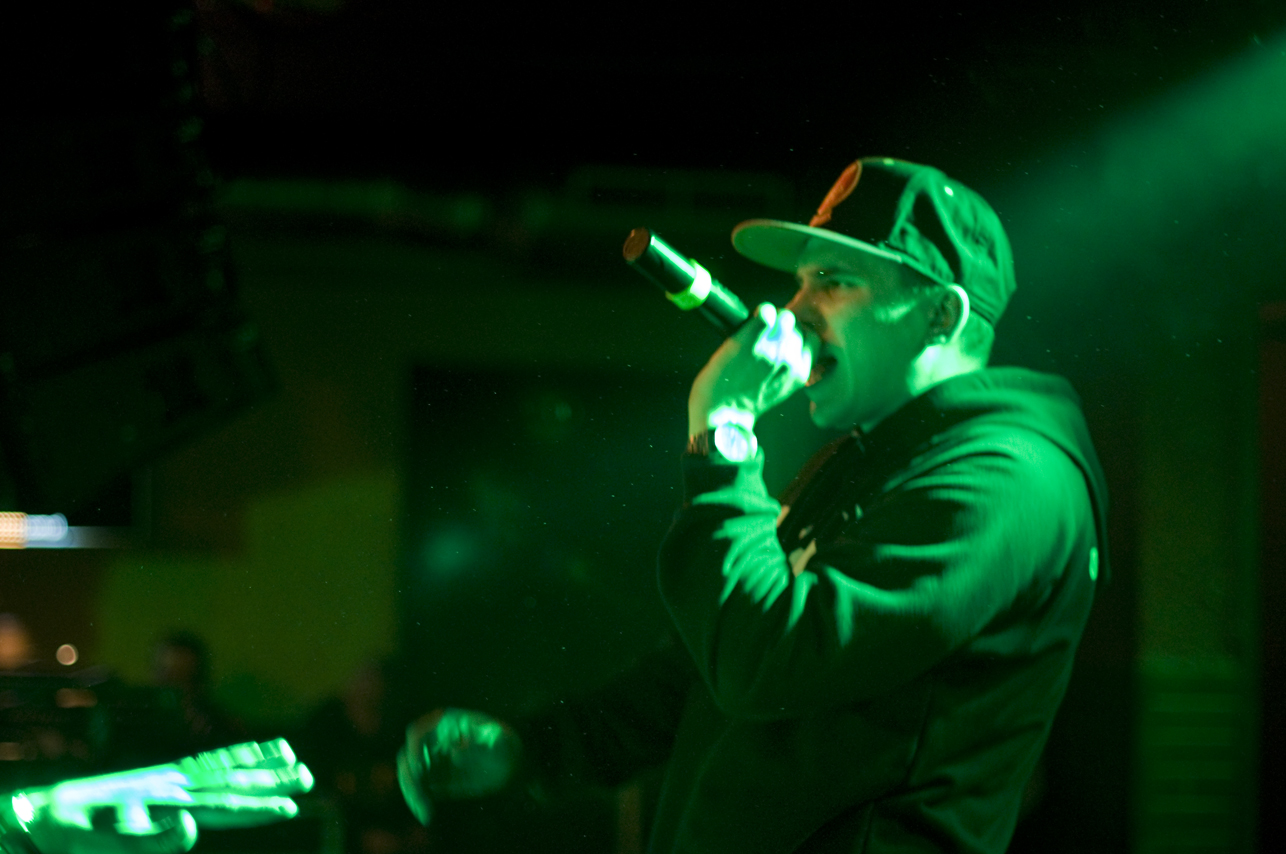
W.E.N.A. podczas koncertu w ramach Aptaun Tour 2013 we Wrocławiu.

Michał Łaszkiewicz działalność artystyczną podjął pod koniec lat 90. XX w. Początkowo występował w zespole Głos Miasta oraz Sisal (duet z raperem fen.x-em). Jeden z pierwszych solowych utworów rapera zatytułowany „Koledzy” ukazał się w 2003 roku na niezależnej kompilacji różnych wykonawców Independent Rap (WuWuA 022 vol.2). Natomiast rok później gościł na płycie Małego Esz Esz – Bez zabezpieczeń w utworze „Wolność”. Następnie muzyk związał się z grupą Ansambl, którą założyli fen.x oraz Głośny (związany potem z Mesem i wytwórnią Alkopoligamia). Rok później zespół wziął udział w nagraniach albumu producenckiego Świętego pt. Tu wolno palić. Muzycy wystąpili w kompozycji pt. „Z Bielan na Gocław”. Z kolei sam W.E.N.A. rapował także w piosence „To jest proste”.
W 2007 roku ukazał się solowy nielegal rapera pt. Wyższe dobro LP. Także w 2007 roku Łaszkiewicz gościł na płytach Tema Temzki – Generalnie LP, Na Pół Etatu – Materiał pilotażowy oraz VNM-a – Na szlaku po czek. Rok później wraz z formacją Ansambl wydał album pod tym samym tytułem. Na wydawnictwie znalazło się osiem piosenek wyprodukowanych przez Świętego, Scoopa i Dżonsona. Natomiast wśród gości znaleźli się m.in. Emil Blef i Lerek. W międzyczasie zwrotki Weny trafiły na albumy Jeżozwierza, projektu Racy, Stony i DJ-a Ika i składu pod nazwą Na Pół Etatu. Natomiast w 2009 roku został wydany nielegal Duże rzeczy, który W.E.N.A. zarejestrował wraz ze składem Rasmentalism. Raper gościł ponadto na płytach: duetu Brudne Serca – Getto Glow, a także raperów Te-Trisa – Dwuznacznie, Łysonżiego – Dżonson oraz Quiza – Materiał producencki. W 2010 roku W.E.N.A. nagrał zwrotki na mixtape Te-Trisa i DJ-a Torta – Shovany Mixtape Vol. 2. Raper gościł także na reedycji debiutu Pyskatego – Pysk w pysk, a także na płytach WdoWy – Superextra, HiFi Bandy – 23:55 oraz Prysa – Miłośnik kłótni w kłótni o miłość. Pierwsze nagrania Łaszkiewicza do powszechnej sprzedaży trafiły w 2011 roku na drugiej solowej płycie zatytułowanej Dalekie zbliżenia. Wydany przez niewielką oficynę Aptaun Records album odniósł nieznaczny sukces komercyjny. Wydawnictwo dotarło do 33. miejsca polskiej listy przebojów (OLiS). W ramach promocji do pochodzących z płyty utworów „Widomość”, „Podstawowe instrukcje” i „Do dnia, w którym”. W międzyczasie W.E.N.A. rymował na płytach zaprzyjaźnionego zespołu Rasmentalism, a także Diox’a i The Returners, Emasa, Hadesa, Karwana oraz IKE-a.

## Dyskografia
Albumy
| Rok                                                    | Album | Pozycja na liście | Sprzedaż       |
| Rok                                                    | Album | POL               | Sprzedaż       |
| ------------------------------------------------------ | --- | ----------------- | -------------- |
| 2007                                                   | Wyższe dobro - Data: 16 kwietnia 2007 - Wydawca: brak (nielegal) - Format: CD, LP                                         | –                 | - POL: 2300+   |
| 2011                                                   | Dalekie zbliżenia - Data: 27 maja 2011 - Wydawca: Aptaun Records - Format: CD, LP                                         | 33                |                |
| 2013                                                   | Nowa ziemia - Data: 5 lipca 2013 - Wydawca: Aptaun Records - Format: CD, LP, digital download                             | 3                 | - POL: 10,000+ |
| 2015                                                   | Monochromy EP (produkcja Quiz) - Data: 21 kwietnia 2015 - Wydawca: Unhuman, The Avenue - Format: CD, LP, digital download | 4                 | - POL: 3000    |
| 2017                                                   | Niepamięć - Data: 1 grudnia 2017 - Wydawca: Wyższe Dobro, My Music - Format: CD, LP, digital download                     | 8                 | - POL: 3000+   |
| 2019                                                   | Montana Max - Data: 22 marca 2019 - Wydawca: Wyższe Dobro, My Music - Format: CD, LP, digital download                    | 1                 |                |
| 2025                                                   | Wytrych - Data: 23 maja 2025 - Wydawca: Wyższe Dobro, My Music - Format: CD, digital download                             | 5                 |                |
| „–” oznacza że album nie był notowany na danej liście. | |                   |                |

Albumy kompilacyjne
| Rok  | Album                                                                                           |
| ---- | ----------------------------------------------------------------------------------------------- |
| 2009 | Duże rzeczy (oraz Rasmentalism) - Data: 7 grudnia 2009 - Wydawca: Rockers Publishing (nielegal) |
| 2015 | Złe towarzystwo EP (oraz Sarius i Voskovy) - Data: 31 grudnia 2015 - Wydawca: wydanie własne    |

Single
| Rok                                                      | Tytuł                                                         | Pozycja na liście | Album            |
| Rok                                                      | Tytuł                                                         | HIP-HOP           | Album            |
| -------------------------------------------------------- | ------------------------------------------------------------- | ----------------- | ---------------- |
| 2014                                                     | „Cytryny” (oraz VNM)                                          | –                 | –                |
| 2014                                                     | WhiteHouse – „Carpe Diem” (gościnnie: VNM, Siwers i W.E.N.A.) | –                 | Kodex 5 Elements |
| 2017                                                     | „2007”                                                        | 7                 | Wyższe dobro     |
| „–” oznacza że singiel nie był notowany na danej liście. |                                                               |                   |                  |

Inne
| Rok  | Album                                                  | Uwagi                                                                                       | Źródło |
| ---- | ------------------------------------------------------ | ------------------------------------------------------------------------------------------- | ------ |
| 2003 | Independent Rap (WuWuA 022 vol.2) (kompilacja)         | W.E.N.A. – „Koledzy”                                                                        | [ 4 ]  |
| 2004 | Mały Esz Esz – Bez zabezpieczeń                        | gościnnie rap w utworze „Wolność”                                                           | [ 5 ]  |
| 2006 | Święty – Tu wolno palić                                | gościnnie rap w utworze „To jest proste”                                                    | [ 6 ]  |
| 2007 | Tema Temzki – Generalnie LP                            | gościnnie rap w utworze „Przeszyci złem”                                                    | [ 7 ]  |
| 2007 | Na Pół Etatu – Materiał pilotażowy                     | gościnnie rap w utworach „Nic do stracenia” i „Nic do stracenia” (Remix)                    | [ 8 ]  |
| 2007 | VNM – Na szlaku po czek                                | gościnnie rap w utworze „Nie chcesz ze mną beefu”                                           | [ 9 ]  |
| 2008 | Jeżozwierz – Jebać tytuł                               | gościnnie rap w utworze „Granice”                                                           | [ 11 ] |
| 2008 | Raca/Stona/DJ Ike – Samotność, wolność, pasja          | gościnnie rap w utworze „Tak jak życie nie boli nic” [Wersja Długa]                         | [ 12 ] |
| 2008 | Na Pół Etatu – Miejski wajb / Nie mam już cierpliwości | gościnnie rap w utworze „Miejski wajb”                                                      | [ 13 ] |
| 2008 | Na Pół Etatu – Materiał promocyjny                     | gościnnie rap w utworze „Miejski wajb”                                                      | [ 14 ] |
| 2008 | Ansambl – Ansambl                                      | członek zespołu                                                                             | [ 10 ] |
| 2009 | Brudne Serca – Getto Glow                              | gościnnie rap w utworze „Nie mam tego”                                                      | [ 15 ] |
| 2009 | Te-Tris – Dwuznacznie                                  | gościnnie rap w utworze „Jeden świat”                                                       | [ 16 ] |
| 2009 | Łysonżi – Dżonson                                      | gościnnie rap w utworach „Maria Joanna” i „Gwoździe”                                        | [ 17 ] |
| 2009 | Quiz – Materiał producencki                            | gościnnie rap w utworach „Niosę prawdę”, „Gra na żywo” i „Gra o wszystko” (utwór dodatkowy) | [ 18 ] |
| 2010 | Te-Tris & DJ Tort – Shovany Mixtape Vol. 2             | gościnnie rap w utworze „Syf” (Threat)                                                      | [ 19 ] |
| 2010 | Pyskaty – Pysk w pysk (Edycja Specjalna)               | gościnnie rap w utworze „Śmierć”                                                            | [ 20 ] |
| 2010 | WdoWa – Superextra                                     | gościnnie rap w utworze „I tak kocham tę grę”                                               | [ 21 ] |
| 2010 | HiFi Banda – 23:55                                     | gościnnie rap w utworze „Zarażeni”                                                          | [ 22 ] |
| 2010 | Prys – Miłośnik kłótni w kłótni o miłość               | gościnnie rap w utworze „Nie trzeba”                                                        | [ 23 ] |
| 2011 | Emas – Drugi obieg                                     | gościnnie rap w utworze „Gwiazdy”                                                           | [ 32 ] |
| 2011 | Aloha 40%                                              | Łysonżi, Proceente, W.E.N.A., Pyskaty, Ero, Kay – „Każda doba”                              | [ 48 ] |
| 2011 | Diox/The Returners – Logika gry                        | gościnnie rap w utworze „Powiedz”                                                           | [ 29 ] |
| 2011 | Rasmentalism – Hotel trzygwiazdkowy                    | gościnnie rap w utworze „Jestem sam”                                                        | [ 30 ] |
| 2011 | Hades – Nowe dobro to zło                              | gościnnie rap w utworze „Wszyscy święci”                                                    | [ 31 ] |
| 2011 | IKE – Listen                                           | gościnnie rap w utworze „Nie słyszę nic”                                                    | [ 33 ] |
| 2012 | Karwan – Fabryka snów                                  | gościnnie rap w utworze „Znam te miejsca”                                                   | [ 34 ] |
| 2012 | Prosto Mixtape Kebs (kompilacja)                       | W.E.N.A., Bisz, Miuosh – „Dług”                                                             | [ 49 ] |
| 2012 | DJ Prox – Oldschool                                    | gościnnie rap w utworze „Wers”                                                              | [ 50 ] |
| 2012 | Pyskaty – Pasja                                        | gościnnie rap w utworze „Razem”                                                             | [ 51 ] |
| 2012 | DonGURALesko – Projekt jeden z życia moment            | gościnnie rap w utworze „Ponad tęczą”                                                       | [ 52 ] |
| 2013 | DJ. B, Szczur – Zaraza                                 | gościnnie rap w utworze „Świt”                                                              | [ 53 ] |
| 2013 | Green – Buntownicy i lojaliści                         | gościnnie rap w utworze „Wiecznie Live”                                                     | [ 54 ] |
| 2013 | Diset – High Definition 2: victoria i pokój            | gościnnie rap w utworze „Po co mi ten chłód”                                                | [ 55 ] |
| 2013 | 2sty – Puzzle                                          | gościnnie rap w utworze „Wzloty i upadki”                                                   | [ 56 ] |
| 2014 | WhiteHouse – Kodex 5 Elements                          | gościnnie rap w utworze „Carpe Diem”                                                        | [ 57 ] |
| 2014 | Eldo – Chi                                             | gościnnie rap w utworze „Zatoka dobrych pomysłów”                                           | [ 58 ] |
| 2014 | HuczuHucz – Gdzie wasze ciała porzucone                | gościnnie rap w utworze „Nim zajdzie słońce za osiedle”                                     | [ 59 ] |
| 2014 | Łysonżi – Browka Szpinak                               | gościnnie rap w utworze „Myśle to mówie”                                                    | [ 60 ] |
| 2014 | Robak – Klub dwiadzieścia kilka                        | gościnnie rap w utworze „Wobec siebie”                                                      | [ 61 ] |
| 2014 | Włodi – Wszystko z dymem                               | gościnnie rap w utworze „Chmur drapacze”                                                    | [ 62 ] |

## Teledyski
| Rok       | Tytuł                                                          | Reżyseria/Realizacja                   | Album               | Źródło |
| --------- | -------------------------------------------------------------- | -------------------------------------- | ------------------- | ------ |
| 2010      | „Na wstecznym” (oraz Rasmentalism)                             | Miłosz Hunzvi                          | Duże rzeczy         | [ 63 ] |
| 2010      | „Sny na jawie” (oraz Rasmentalism; gościnnie: Joanna Solarska) | Miłosz Hunzvi                          | Duże rzeczy         | [ 64 ] |
| 2011      | „Wiadomość”                                                    | Diil Film Studio/Fukwitdis Productions | Dalekie zbliżenia   | [ 26 ] |
| 2011      | „Podstawowe instrukcje”                                        | Diil Film Studio/Fukwitdis Productions | Dalekie zbliżenia   | [ 27 ] |
| 2011      | „Do dnia, w którym” (gościnnie: Włodi)                         | Letemknow Sequence                     | Dalekie zbliżenia   | [ 28 ] |
| 2012      | „Nic.”                                                         | Letemknow Sequence                     | Nowa ziemia         | [ 65 ] |
| 2013      | „Wzwyż”                                                        | Piotr Smoleński, Michał Jagiełło       | Nowa ziemia         | [ 66 ] |
| 2013      | „Imperium”                                                     | Paweł Bukowski                         | Nowa ziemia         | [ 67 ] |
| 2013      | „Tinker Hatfield”                                              | Piotr Smoleński, Michał Jagiełło       | Nowa ziemia         | [ 68 ] |
| 2014      | „Tylko jeden” (oraz Quiz)                                      | Marcin Montone, Kamil Szymczak         | Monochromy EP       | [ 69 ] |
| 2015      | „Lato w mieście” (oraz Quiz)                                   | The Polaks                             | Monochromy EP       | [ 70 ] |
| 2016      | „Późno”                                                        | Michał Jagiełło                        |                     |        |
| 2017      | „2007”                                                         | Shade.Vision                           |                     | [ 71 ] |
| Gościnnie |                                                                |                                        |                     |        |
| 2012      | Miuosh – „Bit, pot, alkohol” (gościnnie: Pyskaty, W.E.N.A.)    | Paweł Bukowski, Łukasz Nowak           | Prosto przed siebie | [ 72 ] |
| 2013      | DJ. B, Szczur – „Świt” (gościnnie: VNM, W.E.N.A.)              | Filmotion                              | Zaraza              | [ 73 ] |
| 2013      | WhiteHouse – „Carpe Diem” (gościnnie: Siwers, VNM, W.E.N.A.)   | Grupa 13                               | Kodex 5 Elements    | [ 74 ] |
| 2014      | Włodi – „Chmur drapacze” (gościnnie: W.E.N.A. i Gruby Mielzky) | M.L. Filmz                             | Wszystko z dymem    | [ 75 ] |
| Inne      |                                                                |                                        |                     |        |
| 2013      | W.E.N.A., Proceente, Łysonżi, Pyskaty, Ero, Kay – „Każda doba” | SamozłoTV                              | –                   | [ 76 ] |
| 2014      | W.E.N.A., VNM – „Cytryny”                                      | Paweł Bukowski, Michał Jagiełło        | –                   | [ 77 ] |
| 2014      | VNM, W.E.N.A., Kuba Knap, Kuban – „Tour Of The Year”           | Dirt Video                             | –                   | [ 78 ] |

## Filmografia
| Rok                       | Tytuł | Uwagi                                                                                                 | Źródło |
| ------------------------- | ----- | --- | ------ |
| „Pionierzy stylu – Włodi” | 2014  | film dokumentalny, realizacja: Michał Kowal, Jacek „Merd” Wszoła, Piotr „Steez” Szulc, Kamil Sołdacki | [ 79 ] |

## Nagrody i wyróżnienia
| Rok  | Kategoria   | Tytułem                                              | Nagroda     | Nota      | Źródło |
| ---- | ----------- | ---------------------------------------------------- | ----------- | --------- | ------ |
| 2015 | Singel roku | VNM, Kuba Knap, W.E.N.A., Kuban – „Tour of the Year” | Sztosy 2014 | Nominacja | [ 80 ] |